# مالكوم إيفانز (أكاديمي)
مالكوم إيفانز (بالإنجليزية: Malcolm Evans)‏ هو أكاديمي بريطاني، ولد في 1959.